# 喇家遺跡
喇家遺跡（らつかいせき、ラーチアいせき、Lǎjiā Yízhǐ）とは、中国青海省民和回族土族自治県官亭鎮喇家村にある新石器時代の遺跡である。

## 概要
黄河北岸の盆地に位置するここに、今から約4000年前に高度な文明を持った町が存在した。しかし、地震に伴って黄河の水が流入して起きた水害により、一瞬にして町が水没し、泥によって密封された状態で発見されたため、東方のポンペイとも言われる。多くの文化財や建物が2000年の発見時に至るまで残ってきたため、喇家遺跡は中国の考古学上重要な遺跡の一つとなっている。同時期に、甘粛省を中心に青海省から陝西省にかけて見られた斉家文化との関連も考えられている。

## 遺物
主な遺物として次のようなものが発見されている。
- 麺類

現在、世界でもっとも古い麺類が、2005年10月にこの遺跡から出土した。麺は密封された器の中から発見され、分析の結果、粟が原料で、放射性炭素年代測定で約4000年前のものと確認された。器の内部は半真空状態になっていたため、現在まで残っていたと考えられる。
- 磬

石の打楽器磬
- 玉器

- 陶器

- 石器